# Bijnierschorscarcinoom

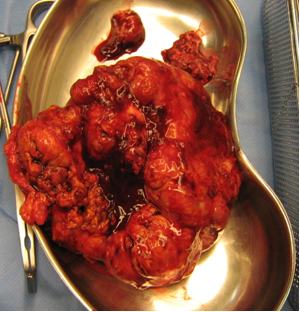
Bijnierschorscarcinoom na operatieve verwijdering

Bijnierschorscarcinoom (of bijnierschorskanker) is een zeldzame en agressieve ziekte met een incidentie van ongeveer 20-30 patiënten per jaar in Nederland. De ziekte komt met name voor op kinderleeftijd en tussen de 40 en 50 jaar. Bij kinderen is de ziekte vaak geassocieerd met erfelijke syndromen zoals Beckwith-Wiedeman- en Li-Fraumeni-syndroom, bij volwassenen is vaak sprake van sporadisch ontstane tumoren. Over het algemeen hebben deze tumoren een zeer slechte prognose met een gemiddelde 5-jaarsoverleving variërend van 16-38%. Ondanks deze slechte prognose worden er ook patiënten beschreven die meer dan 20 jaar na diagnose nog leven. Tot op heden is er geen verklaring gevonden voor deze verschillen in overleving en is de individuele prognose van patiënten niet op voorhand te bepalen. Daarnaast zijn de behandelingsmogelijkheden summier en is men op zoek naar beter.

## Klinische presentatie
De bijnierschors bestaat uit 3 lagen; de zona glomerulosa, zona fasciculata en de zona reticularis. Ieder van deze lagen is verantwoordelijk voor de productie van hormonen (respectievelijk mineralocorticoïden, glucocorticoïden en androgenen). Ongeveer 60% van de patiënten met een bijnierschorscarcinoom presenteert zich met een hormonaal syndroom, dat wil zeggen symptomen of klachten passend bij veranderingen in de hormoonhuishouding. Afhankelijk van de betrokkenheid van de verschillende schorsdelen, presenteren patiënten zich met het syndroom van Cushing (overproductie corticosteroïden) al dan niet in combinatie met virilisatie (overproductie van androgenen), feminisatie (overproductie van oestrogenen) of het syndroom van Conn (overproductie van mineralocorticosteroïden). In de meerderheid van de patiënten (45%) is sprake van het syndroom van Cushing. Het syndroom van Cushing kan typische uiterlijke kenmerken geven zoals de buffalo-hump en een vollemaansgezicht, maar kan zich ook presenteren met spierzwakte in de armen en het ontstaan van hoge bloeddruk en diabetes.
Patiënten met niet-functionele tumoren (dat wil zeggen geen hormoonoverproductie) hebben vaak geen klachten, totdat de tumor zo groot wordt dat hij voelbaar is. Ook worden dit soort tumoren wel eens per toeval ontdekt op een CT-scan die voor een andere reden gemaakt werd. De ziekte wordt vaak in een laat stadium vastgesteld omdat deze patiënten geen klachten ondervinden, in tegenstelling tot patiënten met hormonale overproductie.

## Diagnostiek
De diagnostiek van bijnierschorstumoren is gericht op het uitsluiten dan wel aantonen van kwaadaardigheid en hormonale overproductie. Op basis van verschillende kenmerken op een CT-scan kan de verdenking op het bestaan van een maligniteit worden bevestigd. In de meerderheid van de gevallen is op basis van de scan vast te stellen of het gaat om een bijnierschorsadenoom of carcinoom. Zo zijn bijnierscorscarcinomen vaak grillig van vorm, wisselend van samenstelling en meestal groter dan 4 cm. Een bijnierschorsadenoom ziet er vaak regelmatiger en egaal uit. De aanvullende hormonale screening is gericht op het aantonen van hormonale overproductie. Tot de standaard hormonale screening behoren de dexamethason-1 mg-test, cortisol in 24 uurs-urine, DHEA-S, 17-OH-progesteron, androsteendion, testosteron en 17β-oestradiol. Bij het bestaan van hoge bloeddruk wordt er ook een aldosteron- en renine-ratio bepaald.
Toch is de differentiatie tussen adenoom (goedaardige tumor) en carcinoom (kwaadaardig tumor) soms lastig. Het steroïdprofiel in de urine kan dit probleem in de meerderheid van de gevallen oplossen. Het steroïdprofiel toont alle voorlopers van de steroïden geproduceerd in de bijnier. Bijnierschorscarcinomen laten vaak een kenmerkende "handtekening" achter in de urine. Zo wordt er toegenomen pregnenolon, 17OH-pregnenolon, progesteron en androgeen metabolieten in ongeveer 86% van de bijnierschorscarcinomen gezien. Ook de meerderheid van de klinisch niet functionele tumoren heeft een afwijkend steroïdprofiel.

### Stadiëring
De meest gebruikte indeling voor bijnierschorscarcinomen is de Ens@t-stadiëring. Dit systeem werd in 2008 voorgesteld als vervanger van de in 2004 geïntroduceerde TNM-classificatie. Voorstanders van de Ens@t-stadiëring betogen dat deze classificatie een betrouwbaarder prognose geeft dan het andere systeem.
| Stadium | Tumorkenmerken   |
| ------- | ---------------- |
| I       | T1, N0, M0       |
| II      | T2, N0, M0       |
| III     | T1-T2, N1, M0    |
|         | T3-T4, N0-N1, M0 |
| IV      | T1-T4, N0-N1, M1 |

## Behandeling

### Chirurgie
De enige kans op genezing is een complete operatieve verwijdering van de tumor (R0-resectie). Operatie is een behandelingsoptie die in alle stadia van de ziekte overwogen moet worden. Complete resectie bij lokaal en lokaal invasieve tumoren leidt tot een gunstigere prognose. Ook in geval van uitgezaaide ziekte moet de mogelijkheid tot resectie bekeken worden. Wanneer complete resectie niet mogelijk is, kan het weghalen van zo veel mogelijk tumor verlichting van klachten geven bij patiënten met veel last van hormonale overproductie.
De tumoren worden in principe via een open buikoperatie verwijderd. Het is bij deze operaties van belang dat de tumor in zijn geheel wordt weggenomen en niet kapotgaat tijdens de operatie. Wanneer er tumor achterblijft of wanneer er tumorfragmentjes (zogenaamde 'spill') in de buikholte terechtkomen, is er een grote kans op het ontstaan van uitzaaiingen. Omdat deze eerste operatie het verschil kan maken tussen een kans op genezing en een palliatieve behandeling, is het belangrijk dat deze wordt uitgevoerd door een ervaren chirurg in een ziekenhuis waar men bekend is met deze zeldzame ziekte, bijvoorbeeld in een ziekenhuis aangesloten bij het Bijnier Netwerk Nederland.

### Mitotane
Mitotane (o,p'DDD) is het meest gebruikte en enige geregistreerde medicijn voor de behandeling van vergevorderd (stadium 3 en 4) bijnierschorscarcinoom en heeft mogelijk ook een waarde bij de adjuvante behandeling na complete resectie. Het is een isomeer van de insecticide DDT (dichloordifenyltrichloorethaan). Het zorgt na inname voor afbraak van de bijnierschors. Daarnaast remt het de omzetting van cholesterol naar pregnenolon en 11-deoyxcortisol naar cortisol en is hierdoor zeer efficiënt voor de behandeling van symptomen ten gevolge van hypercortisolisme. De werking van mitotane en de reactie van het menselijk lichaam daarop is complex en de exacte onderliggende mechanismen zijn nog niet bekend. Tumorrespons wordt gezien in ongeveer 25-30% van de patiënten, waarbij gericht wordt op het behalen van een mitotaneconcentratie in het bloed tussen de 14–20 mg/L. Uit onderzoek is namelijk gebleken dat de respons op therapie optimaal is bij patiënten met spiegels boven de 14 mg/L.
Mitotane heeft ook nadelen: 80% van de patiënten ervaart bijwerkingen. De meest voorkomende bijwerkingen zijn; misselijkheid, braken en diarree. Daarnaast treden met name bij hogere spiegels (>20 mg/l) neurologische stoornissen op zoals evenwichts- en concentratiestoornissen. Deze gaan weer weg als de mitotaneconcentratie in het bloed daalt. Ondanks het vaak voorkomen van bijwerkingen zijn deze goed te verhelpen door het gebruik van anti-emetica en anti-diarrhoica.
Omdat mitotane de bijnier vernietigt, ontstaat bij alle patiënten bijnierschorsinsufficiëntie. Omdat de bijnier normaal gesproken hormonen produceert die essentieel zijn voor het leven, moeten deze patiënten deze hormonen in tabletvorm innemen.

### Andere chemotherapieën
De rol van chemotherapie in de behandeling van bijnierschorscarcinoom is beperkt. Bijnierschorscarcinomen zijn erg resistent voor verschillende chemotherapieschema's. De effectiviteit van de meest belovende chemotherapieën Etoposide Doxorubicine Cisplatine en Streptozotocine, beiden in combinatie met mitotane, zijn recent onderzocht in een internationale studie (FIRM-ACT). Momenteel zijn de benodigde 300 patiënten geïncludeerd en is de randomisatie gesloten. Resultaten van deze studie zullen in 2011 volgen.
Tot op heden blijft mitotane dus het enige bewezen effectieve medicijn voor de behandeling van bijnierschorscarcinoom.

### Experimentele behandelingen
Naast bovengenoemde behandelingen waarvan de (weliswaar beperkte) effectiviteit reeds bewezen is, lopen er wereldwijd ook enkele onderzoeken om nieuwe geneesmiddelen te testen. In Amerika, Italië, Duitsland, Frankrijk en Nederland kunnen patiënten meedoen aan de OSI-trial, een initiatief van de Amerikaanse farmaceut OSI-pharmaceuticals. Dit is een placebo-gecontroleerde studie waarin de werkzaamheid van een IGF-1 receptor blokker wordt getest. Het blokkeren van deze receptor is een relatief nieuw inzicht dat in meerdere kankersoorten wordt onderzocht.

## Nationale en internationale samenwerking

#### Nederland
Vanwege de zeldzaamheid van bijnierschorscarcinoom is nationale en internationale samenwerking van groot belang. In 2004 is het Bijnier Netwerk Nederland opgericht. Dit samenwerkingsverband van oncologen, endocrinologen, chirurgen, pathologen en basale onderzoekers heeft als primair doel de diagnostiek en behandeling van patiënten met bijnierschorscarcinoom in Nederland te verbeteren. Het netwerk bestaat uit alle universitaire centra en coördinerend centrum Maxima Medisch Centrum in Eindhoven. Zo zijn alle regio's voorzien van minimaal één centrum. Door de oprichting van dit netwerk wordt kennis omtrent de ziekte gebundeld en verspreid. Wanneer er een nieuwe patiënt gediagnosticeerd wordt, is het de bedoeling dat de behandeling in overleg met of in een regiocentrum plaatsvindt. Patiënten krijgen hierdoor een optimale behandeling door 'up-to-date' dokters. Tevens draagt deze samenwerking bij aan eigen wetenschappelijk onderzoek en participatie aan internationale trials en samenwerkingsverbanden zoals ENS@T.
Sinds 2007 heeft het netwerk ook een website met informatie omtrent de ziekte, nieuwe ontwikkelingen en nieuwe trials zowel voor professionals als voor patiënten.